# Mina Markovič
Pour les articles homonymes, voir Marković.
Mina Markovic, né le 23 novembre 1987 à Maribor en Slovénie, est une grimpeuse professionnelle. Elle est principalement active dans les compétitions d'escalade et participe à la coupe et aux championnats du monde d'escalade de difficulté et de bloc.

## Biographie
Mina Markovic commence la compétition dès 2001, et participe à la coupe d'Europe junior de difficulté ainsi qu'aux championnats du monde junior où elle se classe 5e en difficulté et 22e en vitesse. Dès 2003, bien qu'elle continue la compétition en difficulté, elle arrête de concourir en vitesse.
Entre 2004 et 2006, Mina participe à la coupe du monde d'escalade adulte et parvient même à se classer 5e lors de l'étape à Kranj en Slovénie. En plus des compétitions adulte, elle continue à participer à la coupe d'Europe junior de difficulté et finit 1re lors de nombreuses étapes, ce qui lui permet de gagner la coupe en 2005.
À partir de 2009, elle participe à la coupe du monde d'escalade en bloc et aux championnats du monde dans les trois disciplines : vitesse, difficulté et bloc. En septembre, lors des Rock Master à Arco, elle finit 2e derrière Angela Eiter qui a réussi à tenir une prise de plus que Mina. En 2011, elle décide de participer à la majorité des étapes de coup du monde. Elle termine sa saison à la 6e place en bloc malgré une victoire lors de la dernière étape à Munich, mais c'est surtout en difficulté qu'elle se démarque en finissant 3e à Puurs, 2e à Briançon et Boulder et 1re à Chamonix, Xining, Changzhi, Amman et Barcelone. Ces bons résultats lui permettent de gagner la coupe du monde de difficulté devant Jain Kim et Angela Eiter.
En 2013, elle obtient la récompense La Sportiva Competition Award lors du Arco Rock Legends.

## Palmarès
| Année | Lieu                     | Compétitions                     | Médaille                         |
| ----- | ------------------------ | -------------------------------- | -------------------------------- |
| 2004  | Kranj, Slovénie          | Coupe d'Europe d'escalade        | Médaille de bronze en difficulté |
| 2005  | Brno, République tchèque | Coupe d'Europe d'escalade        | Médaille d'or en difficulté      |
| 2005  | Imst, Autriche           | Coupe d'Europe d'escalade        | Médaille d'argent en difficulté  |
| 2005  | Beijing, Chine           | Championnats du monde d'escalade | Médaille d'or en difficulté      |
| 2005  | Penne, Italie            | Coupe d'Europe d'escalade        | Médaille d'or en difficulté      |
| 2005  | Kranj, Slovénie          | Coupe d'Europe d'escalade        | Médaille d'or en difficulté      |
| 2006  | Kranj, Slovénie          | Coupe d'Europe d'escalade        | Médaille de bronze en difficulté |

| Année | Lieu                     | Compétitions                     | Médaille                         |
| ----- | ------------------------ | -------------------------------- | -------------------------------- |
| 2006  | Qinghai, Chine           | Coupe du monde d'escalade        | Médaille d'argent en difficulté  |
| 2006  | Shanghai, Chine          | Coupe du monde d'escalade        | Médaille de bronze en difficulté |
| 2007  | Zurich, Suisse           | Coupe du monde d'escalade        | Médaille d'argent en difficulté  |
| 2008  | Chamonix, France         | Coupe du monde d'escalade        | Médaille de bronze en difficulté |
| 2008  | Imst, Autriche           | Coupe du monde d'escalade        | Médaille d'or en difficulté      |
| 2008  | Puurs, Belgique          | Coupe du monde d'escalade        | Médaille d'argent en difficulté  |
| 2008  | Paris, France            | Championnats d'Europe d'escalade | Médaille de bronze en difficulté |
| 2009  | Brno, République tchèque | Coupe du monde d'escalade        | Médaille de bronze en difficulté |
| 2009  | Kranj, Slovénie          | Coupe du monde d'escalade        | Médaille d'or en difficulté      |
| 2010  | Huaiji, Chine            | Coupe du monde d'escalade        | Médaille d'argent en difficulté  |
| 2010  | Kranj, Slovénie          | Coupe du monde d'escalade        | Médaille d'argent en difficulté  |
| 2011  | Chamonix, France         | Coupe du monde d'escalade        | Médaille d'or en difficulté      |
| 2011  | Briançon, France         | Coupe du monde d'escalade        | Médaille d'argent en difficulté  |
| 2011  | Munich, Allemagne        | Coupe du monde d'escalade        | Médaille d'or en bloc            |
| 2011  | Xining, Chine            | Coupe du monde d'escalade        | Médaille d'or en difficulté      |
| 2011  | Changzhi, Chine          | Coupe du monde d'escalade        | Médaille d'or en difficulté      |
| 2011  | Puurs, Belgique          | Coupe du monde d'escalade        | Médaille de bronze en difficulté |
| 2011  | Boulder, CO, États-Unis  | Coupe du monde d'escalade        | Médaille d'argent en difficulté  |
| 2011  | Amman, Jordanie          | Coupe du monde d'escalade        | Médaille d'or en difficulté      |
| 2011  | Kranj, Slovénie          | Coupe du monde d'escalade        | Médaille d'argent en difficulté  |
| 2011  | Barcelone, Espagne       | Coupe du monde d'escalade        | Médaille d'or en difficulté      |